# Peter Burling
Peter Burling (Tauranga, 1 de janeiro de 1991) é um velejador neozelandês, campeão olímpico em 2016 e vencedor da 35ª Taça América. 

## Carreira
Peter Burling representou seu país nos Jogos Olímpicos de 2008 e 2012, na qual conquistou a medalha de prata na classe 49er. 

### Rio 2016
Peter Burling  nos Jogos Olímpicos de Verão de 2016 foi o porta-bandeira da Nova Zelândia, junto com Blair Tuke na qual conquistou medalha de ouro na classe 49er, com uma campanha muito segura, venceram antes mesmo da regata da medalha.